# 7329 Bettadotto
A 7329 Bettadotto (ideiglenes jelöléssel 1985 GK) a Naprendszer kisbolygóövében található aszteroida. Edward L. G. Bowell fedezte fel 1985. április 14-én.